# Нидерландские названия месяцев
В нидерландском языке приняты названия месяцев латинского происхождения. Тем не менее есть сторонники использования «чисто нидерландских» названий. 
В 1795 году Австрийские Нидерланды были аннексированы Францией и там был введён французский республиканский календарь. В нидерландоязычной части этой территории названия месяцев республиканского календаря были переведены на нидерландский язык. Республиканский календарь был отменён 1 января 1806 года.
При Людовике I Бонапарте (правил в Нидерландах в 1806—1810 гг.) было предписано обязательное использование нидерландских названий месяцев.
Национал-социалистическое движение, существовавшее в Нидерландах с 1931 по 1945 годы, также выступало за использование исконных названий месяцев (при этом октябрь они называли zaaimaand, а не wijnmaand).
| месяц    | современное название | старое название | другой вариант | республиканский календарь |
| -------- | -------------------- | --------------- | -------------- | ------------------------- |
| январь   | januari              | louwmaand       | wintermaand    | sneeuwmaand (нивоз)       |
| февраль  | februari             | sprokkelmaand   |                | regenmaand (плювиоз)      |
| март     | maart                | lentemaand      |                | windmaand (вантоз)        |
| апрель   | april                | grasmaand       | paasmaand      | kiemmaand (жерминаль)     |
| май      | mei                  | bloeimaand      |                | bloeimaand (флореаль)     |
| июнь     | juni                 | zomermaand      |                | weidemaand (прериаль)     |
| июль     | juli                 | hooimaand       |                | oogstmaand (мессидор)     |
| август   | augustus             | oogstmaand      | arenmaand      | hittemaand (термидор)     |
| сентябрь | september            | herfstmaand     | havermaand     | vruchtmaand (фрюктидор)   |
| октябрь  | oktober              | wijnmaand       | zaaimaand      | wijnmaand (вандемьер)     |
| ноябрь   | november             | slachtmaand     |                | nevelmaand (брюмер)       |
| декабрь  | december             | wintermaand     | sneeuwmaand    | rijpmaand (фример)        |